# 科克倫縣 (德克薩斯州)
科克倫縣（英語：Cochran County）位美国德克萨斯州的一個縣，西界新墨西哥州，面積2,008平方公里。根据2020年美國人口普查，共有人口2,547人。縣治莫頓（Morton）。該縣成立於1876年8月21日，縣政府成立於1924年；縣名紀念在阿拉莫戰役中戰死的羅伯特·科克倫。